# The Man or His Money
The Man or His Money è un cortometraggio muto del 1913 diretto da Warwick Buckland.

## Trama
Un uomo finge di essere ricco per mettere alla prova la fidanzata del figlio. Lei, poi, lo salverà dai ladri.

## Produzione
Il film fu prodotto dalla Hepworth.

## Distribuzione
Il film - un cortometraggio in una bobina - uscì nelle sale cinematografiche britanniche nel maggio 1913.
Si conoscono pochi dati del film che, prodotto dalla Hepworth, fu distrutto nel 1924 dallo stesso produttore, Cecil M. Hepworth. Fallito, in gravissime difficoltà finanziarie, il produttore pensò in questo modo di poter almeno recuperare il nitrato d'argento della pellicola.